# Distaplia durbanensis
Distaplia durbanensis is een zakpijpensoort uit de familie van de Holozoidae. De wetenschappelijke naam van de soort is voor het eerst geldig gepubliceerd in 1964 door Millar.